# Плішть
Плішть, Плішті (рум. Pliști) — село у повіті Алба в Румунії. Входить до складу комуни Гирда-де-Сус.
Село розташоване на відстані 343 км на північний захід від Бухареста, 75 км на північний захід від Алба-Юлії, 69 км на південний захід від Клуж-Напоки, 145 км на північний схід від Тімішоари.

## Населення
За даними перепису населення 2002 року у селі проживали 18 осіб, усі — румуни. Усі жителі села рідною мовою назвали румунську.